# أشعة الشمس

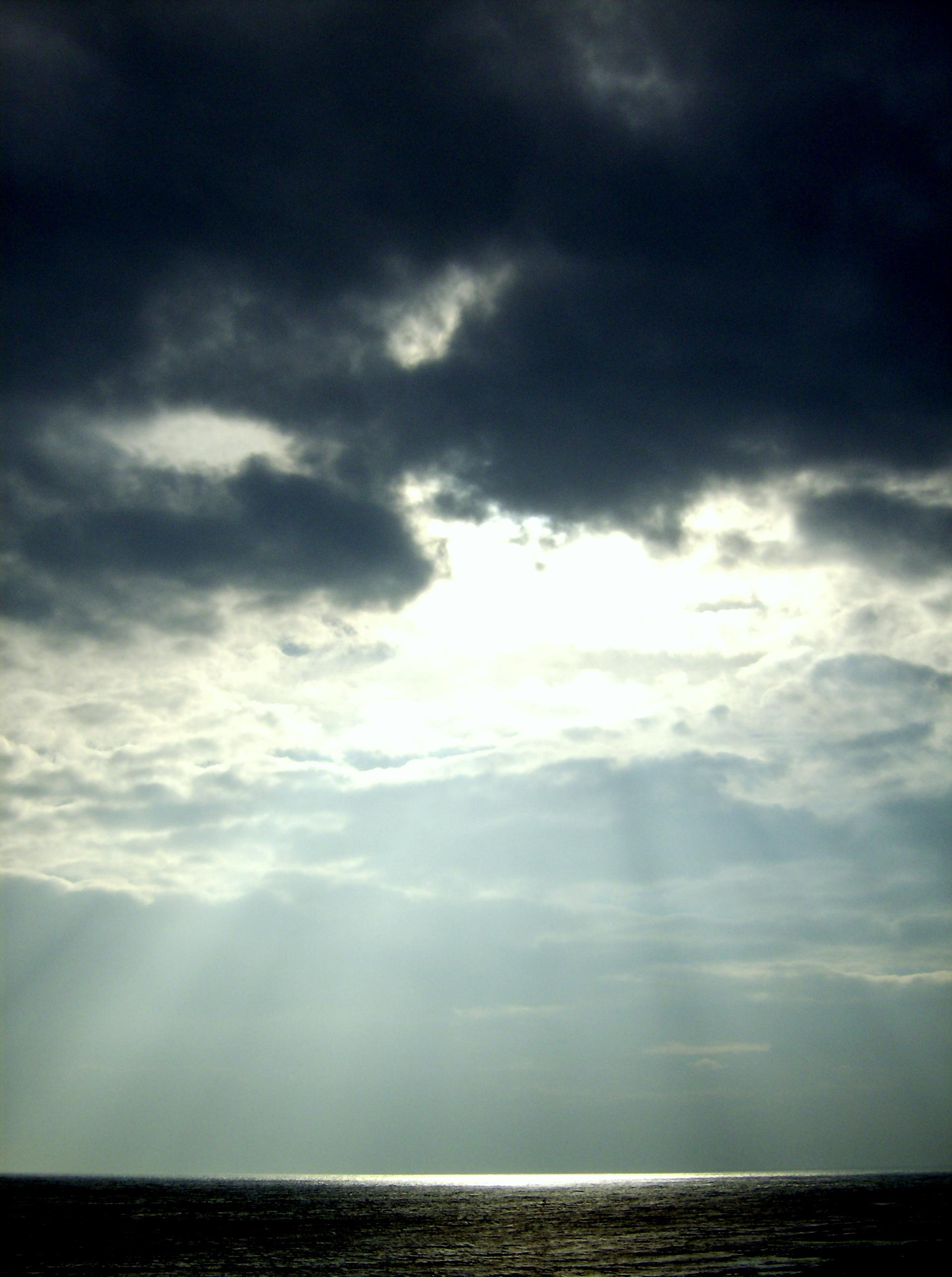
نور الشمس الذي يشرق من خلال الغيوم في دونستتنبورغ، نورث ثمبرلاند، إنجلترا.

طيف الشمس في الفضاء (أصفر) وبعد تخلله جو الأرض (بني). إلى اليسار الأشعة البنفسجية وأشعة إكس، وإلى اليمين نطاق الأشعة تحت الحمراء، وقمة المنحنى عند الضوء المرئي. المحور السيني يبين طول الموجة الضوئية.

أشعة الشمس أو الأشعة الشمسية أو ضوء الشمس هو عبارة عن مجموع من الموجات الكهرومغناطيسية، يمكن للإنسان رؤية جزء منها يسمى ضوء مرئي وبقيتة لا يرى بالعين المجردة. تتميز الأشعة المرئية من طيف الشمس بأنها تتكون من أشعة لونية من الأحمر إلى البنفسجي وهي ألوان قوس المطر. موجات الأحمر لها طول موجة 700 نانومتر وموجات البنفسجي قصيرة الموجة وطول موجتها 400 نانومتر. جزئين من طيف الشمس لا ترى بالعين المجردة: كما في الشكل الجزء ذو موجة أطول من 700 نانومتر (تصل إلى نحو 2700 نانومتر) وهذا هو نطاق الأشعة تحت الحمراء، والجزء الآخر ذو طول موجات أقل من 400 نانومتر (إلى اليسار في الرسم البياني للطيف)، وهو يسمى نطاق الأشعة فوق البنفسجية.
الأشعة الشمسية تحمل طاقة وتختلف طاقتها بحسب طول موجتها، فكلما زادت موجة الضوء كلما انخفضت طاقته. معنى ذلك ان الأشعة فوق البنفسجية طاقتها عالية نسبيا، ولذلك فهي ضارة لجلد الإنسان إذا تعرض إليها طويلا.
تسقط أشعة الشمس على الأرض بعد مرورها خلال الغلاف الجوي للأرض. ويقوم الغلاف الجوي للأرض بامتصاص بعضها فلا يصل إلينا. ويبين الشكل أجزاء الطيف التي تصل إلى سطح الأرض (معلمة باللون البني في الشكل) حيث أن الغازات المختلفة في الجو من نتروجين وأكسجين وثاني أكسيد الكربون وبخار الماء وغيرها لها قدرات مختلفة على امتصاص أشعة الشمس. ضوء الشمس المباشر قد يكون مضيئا بكفاءة 93 lumens اشعاعا لكل واط من التدفق، وهو يضم الأشعة تحت الحمراء والضوء المرئي، والأشعة فوق البنفسجية. ويبلغ متوسط القدرة للطاقة الشمسية الساقطة على المتر المربع من سطح الأرض:
{\displaystyle E_{0}=1{,}367\ \mathrm {kW/m^{2}} }
ويسمى هذا المقدار الثابت الشمسي.
وأشعة الشمس هي عامل رئيسي في عملية التمثيل الضوئي.

## نشأة الإشعاع الشمسي
تجري في باطن الشمس تفاعلات اندماج نووي تندمج خلالها أنوية الهيدروجين وتتحول إلى الهيليوم. يصدر عن تلك التفاعل طاقة عالية تنتشر في باطن الشمس ولا تستطيع النفوذ إلى الخارج إلى بعد زمن طويل تزداد خلالها أطوال موجاتها حتى تصل إلى سطح الشمس. وهذا الضوء هو الذي يصل إلينا.
وتمد الشمس الأرض بالطاقة الحرارية اللازمة للأحياء على الأرض. ونظرا لأن الأرض تبعد عن الشمس نحو 150 مليون كيلومتر فإن ما يصلنا من طاقتها يجعل متوسط درجة الحرارة على الأرض نحو 14 درجة مئوية، وهي مناسبة للحياة.

## أنواع الأشعة الشمسية
يميز العلماء ثلاثة أنواع من الأشعة التي يتألف منها الإشعاع الشمسي والتي تشمل:
- الأشعة الحرارية أو الأشعة تحت الحمراء وهي غير مرئية وتقدر نسبتها بنحو (50%) من جملة الإشعاع الشمسي ويتراوح طول موجاتها من (0.75ـ 4.0) ميكرون (1/1000 من ملليتر) وتلعب دوراً هاماً في النشاط بأسره.

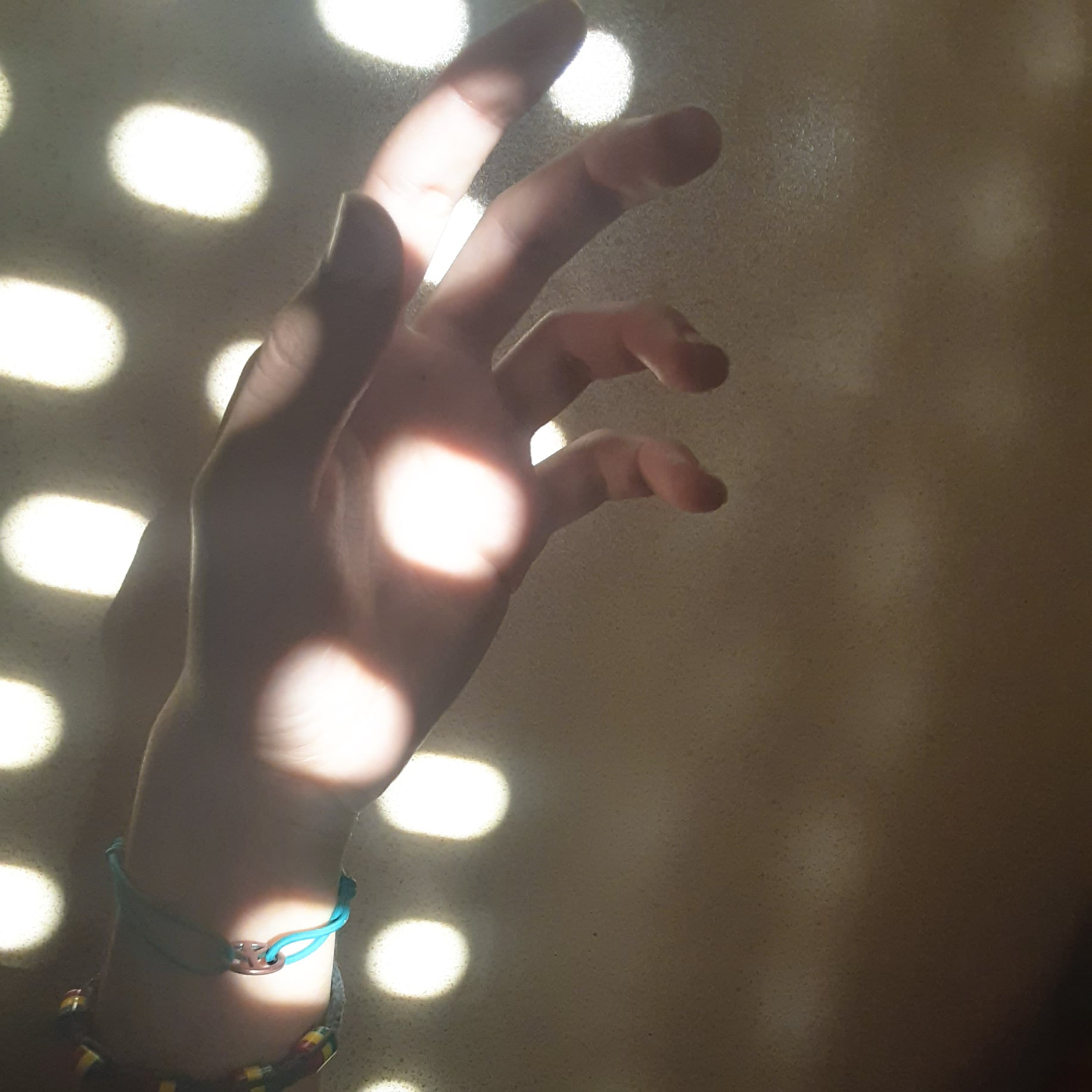
تسلل أشعة الشمس عبر النافذة

- تسلل أشعة الشمس عبر النافذةالأشعة الضوئية المسماة مرئية وهي في الحقيقة غير مرئية، فأشعة الشمس وبها مايسمى الضوء المرئي مثلاً تخترق الفضاء الكوني من غير أن نراها، ولكنها تنير الوسط المادي الشفاف التي تتناثر فيه مثل غلافنا الجوي أو تنعكس منه مثل سطح القمر والتشتت أو التناثر هو السر في إنارة الجو بضوء النهار مع العلم أنه يمكن تحليل الضوء بمنشور زجاجي إلى مكوناته الأساسية وتقدر نسبة الأشعة الضوئية بنحو 37% من جملة الإشعاع الشمسي، ويتراوح طول موجاتها من (0.40ـ 0.74) ميكرون، وتزداد قوة الأشعة الضوئية على سطح الأرض في وقت الظهيرة أثناء النهار في فصل الصيف.
- الأشعة فوق البنفسجية وتسمى أيضاً (الأشعة الحيوية) وهي غير مرئية وتقدر نسبتها بنحو (13%) من جملة الإشعاع الشمسي ويختلف طول موجتها:

من (0.17ـ0.40)ميكرون.

## إنتاج الكهرباء بالطاقة الشمسية
يسقط عل سطح الأرض طاقة شمسية يبلغ متوسطها 1360 واط/المتر المربع. ويمكن الاستفادة من تلك الطاقة بتوليد طاقة كهربائية بواسطة وسائل متعددة، منها الألواح الشمسية، ومنها ما يعمل بتسخين الماء وتحويله إلى بخار، ويقوم البخار بتدوير توربين ويقوم مولد كهربائي بتوليد التيار الكهربائي (مثل محطة ايفانباه للطاقة الشمسية بكاليفورنيا).

## فوائد وأضرار الأشعة فوق البنفسجية
للأشعة فوق البنفسجية فوائد في نمو الكائنات الحية وعلاج الأمراض مثل الكساح والسل
والأشعة فوق البنفسجية مثل ملح الطعام قليله مفيد وكثيره ضار، لأنها تسبب سرطان الجلد وانفصال شبكة العين وتقضي على المضادات الحيوية التي ينتجها جسم الإنسان، وغاز الأوزون المتواجد في الغلاف الجوي يمتص بعض هذه الأشعة وبذلك فهو درعٌ واقي يحمي الأرض وأهل الأرض من هذه الأشعة الفتاكه، ولكن إذا خفت نسبة الأوزون وحصل به ثقوب كما يحدث في هذا العصر فإن ذلك يؤدي إلى تسرب كمية كبيرة من هذه الأشعة إلى الأرض ويضر بسكانها ويقضي على الحياة بها ويمتص الغلاف الجوي نحو 15% من الأشعة الشمسية ونحو 5% تفقد في طبقات الجو العليا ونحو 40% تفقد عن طريق الانعكاس في عناصر الجو ونحو 10% تنعكس من على سطح الأرض وبهذا تبقى حوالي 30% تصل إلى سطح الأرض التي تمتص نحو 5% منه ويتبقى منه نحو 25% تنعكس على شكل موجات طويلة تعرف باسم ((الإشعاع الأرضي)) terrestial radiation الذي يسخن طبقات الجو من أسفل إلى أعلى عن طريق الأتربة والمواد العالقة بالجو والغازات الثقيلة وثاني أكسيد الكربون وبخار الماء الموجودة بالجو ومن ثم تنخفض درجة الحرارة مع الارتفاع. والشمس مصدر هذا الإشعاع الكهرومغناطيسي، الذي ينطلق في كل الاتجاهات ويصل جزء منه إلى سطح الأرض.

## اقرأ أيضا
- أشعة خضراء